# Jericho (Südgeorgien)
Jericho ist eine Ebene auf Südgeorgien im Südatlantik. Sie liegt nördlich der ehemaligen Walfangstation Leith Harbour am Fuß des Horatio Peak.
Das UK Antarctic Place-Names Committee benannte die Ebene 2013. Namensgeber sind die biblischen „Mauern von Jericho“ und deren Einsturz. Hintergrund der Benennung sind Lawinen und Erdrutsche, die einen Umzug der Walfangstation zu ihrem heutigen Ort erforderten.